# Edward Hulley
Edward Hulley (fl. XIX secolo) è stato un matematico britannico del XIX secolo.

Tables showing the values of annuities, 1828 (Fondazione Mansutti, Milano).

La vita di Hulley è poco nota, ma resta l'opera Tables showing the values of annuities and assurances upon lives of equal ages, un saggio comprendente la raccolta e l'analisi delle tavole di Northampton di Richard Price, confrontate con le tavole di William Morgan e del regno di Svezia. Le sue rielaborazioni portano a calcolare nuove tavole con un tasso d'interesse composto del 3%. L'opera è divisa in due parti: la prima (tavole I-XXIII) si occupa delle rendite annuali vitalizie da pagare dopo alcuni anni, mentre la seconda (tavole XXIV-XLVIII) elenca i premi di assicurazione a vita intera a seconda delle età di ingresso. Il lavoro fu svolto per la Globe Assurance Office, la compagnia assicuratrice a cui partecipava come socio lo stesso Hulley, che fu fondata nel 1808 da Frederick Eden, bisnonno del futuro politico Anthony Eden.